# Црква Светог Николе у Горњем Стрижевцу
Црква Светог Никола у селу Горњи Стрижевац, једна је од цркава из друге половине 19. века, која територијално припада првој, главној антропогеографској целини бабушничке општине – у саставу Пиротском округа, а духовно Другој белопаланачкој пархији Епархије Нишке. Градња црква, која је посвећен светом Николају Чудотворцу, приближно се поклапа се са досељавањем становништва у Горњи Стрижевац из околних заплањских села (Линово, Завидинци и др).

## Историјат
Црква Светог Николе сазидан је 1857. године, о чему постоји запис уклесан на каменој плочи на улазу у цркву, на којој се помињу; тадашњи свештеници Георгије и Живко, и ктитори цркве Живко, Коста и Стојан. У црквеној порти налази се звоник са два звона на којима пише; да су их приложили за време краља Милана, сељани Стрижевца 1887. године.
Поред цркве, у селу постоје и три света места, на три различите стране села, са каменим или дрвеним крстовима (Светониколски крст, Богородичин крст (1838) и Петров крст). Поред сваког од ових крастова, једном годишње, окупљали су се становници села Горњи Стрижевац и околине.
До 1976. године, у цркви Светог Николе, локални парох редовно је обављао верску службу, да би је с краја 20 века овај храм задесила иста судбина (урушавања и уништења због запуштениости) као и већину других храмова са подручја Лужничке котлине, због ниског природног прираштај и изразита емиграција становништва ка Шумадији, Источној и Јужној Србији и планско исељавање заслужних породица у Војводину и на друге локације, што се негативно одразило на укупни привредни и друштвени и верски развој села.

## Обнова цркве
Обнова црква Светог Николе од стране мештана Горњих Стрижеваца, започела је 2009. године извођењем, грубих, спољашњих радова, који су највећим делом те године и завршени, док се унутрашњост цркве још уређује.